# アメリカ欧州軍
アメリカ欧州軍（アメリカおうしゅうぐん、英語: United States European Command、略称: USEUCOM）は、アメリカ軍の統合軍の一つ。司令部はドイツのシュトゥットガルト。現任司令官はクリストファー・カボリ陸軍大将（前・アメリカ欧州・アフリカ陸軍司令官、2022年 - ）。

## 概要

統合軍の地域管轄地図 橙色が欧州軍の責任地域を示す。

責任地域 （AOR, area of responsibility）には、ヨーロッパ諸国の全て、トルコ、グリーンランド、および旧ソ連諸国の大部分が含まれている。それゆえに、欧州軍は冷戦期における主要な司令部であった。かつてはアフリカ大陸の西部・南部も担当地域であったがこれは2008年に設立されたアフリカ軍に移管された。
また近年のコソボ紛争へのアメリカの介入においても主要な役割を果たし、湾岸戦争とそれに引き続くノーザン・ウォッチ作戦においても、トルコのインジルリク空軍基地（en:Incirlik Air Base）から出撃する航空兵力の統制を行うなど重要な役割を果たした。
欧州軍の司令官はまたNATO軍の機構において、欧州連合軍最高司令官（en:Supreme Allied Commander, Europe, SACEUR）の役割をも務める。
2020年、マーク・エスパー国防長官は、欧州に展開する軍の編成を見直す計画を発表。その中には、シュツットガルトにあるアメリカ欧州軍司令部をベルギーへ移す内容が含まれている。

## 編制
欧州軍は、陸・海・空軍および海兵隊、特殊作戦の5つの主要サブコマンドを基幹として編成されている。

### 構成部隊
- 在欧米国陸軍（USAREUR）
- 在欧米国海軍（USNAVEUR）
- 在欧米国空軍（USAFEUR）
- 在欧米国海兵隊（USMARFOREUR）：欧州軍の海兵隊構成部隊。司令部はドイツ・ベーブリンゲン（Panzer Kaserne）に所在。海兵隊総軍より兵力の提供を受け、欧州地域の陸上において海兵隊部隊を管轄する。必要に応じて、海軍の第62任務部隊（揚陸部隊）および第68任務部隊（警備部隊）に部隊を派出するが、この際には、作戦統制の権限は海軍第6艦隊司令官、部隊管理の責任は大西洋艦隊海兵軍司令官に移譲される。

### 隷下地域／機能別統合部隊
- 在欧米国特殊作戦軍（USSOCEUR）：欧州軍において特殊作戦を管轄する部隊。シュトゥットガルト‐ヴァーリンゲンのパッチ駐屯地（Patch Barracks）に司令部を置いている。

## 歴代司令官
欧州軍の指揮官は当初「最高司令官（Commander-in-chief）」と称されていたが、ドナルド・ラムズフェルド国防長官発令の2002年10月24日付の命令により、アメリカ合衆国軍内全ての「最高司令官」は「司令官」に改称され指揮序列の明確化が図られた。
また、欧州軍司令官はNATOの欧州連合軍最高司令官を兼務している。
| 代                               | 写真                             | 氏名                                                       | 軍種                             | 着任                             | 離任                             |                                  |                                  |
| 最高司令官（Commander-in-chief） | 最高司令官（Commander-in-chief） | 最高司令官（Commander-in-chief）                           | 最高司令官（Commander-in-chief） | 最高司令官（Commander-in-chief） | 最高司令官（Commander-in-chief） | 最高司令官（Commander-in-chief） | 最高司令官（Commander-in-chief） |
| -------------------------------- | -------------------------------- | ---------------------------------------------------------- | -------------------------------- | -------------------------------- | -------------------------------- | -------------------------------- | -------------------------------- |
| 1                                |                                  | マシュー・リッジウェイ陸軍大将 Matthew Ridgway             | 陸軍                             | 1952年 5月30日                   | 1953年 7月11日                   |                                  |                                  |
| 2                                |                                  | アルフレッド・グランサー陸軍大将 en:Alfred Gruenther       | 陸軍                             | 1953年 7月1日                    | 1956年 11月20日                  |                                  |                                  |
| 3                                |                                  | ローリス・ノースタッド空軍大将 en:Lauris Norstad           | 空軍                             | 1956年 11月20日                  | 1963年 1月1日                    |                                  |                                  |
| 4                                |                                  | ライマン・レムニッツァー陸軍大将 Lyman Lemnitzer           | 陸軍                             | 1963年 1月1日                    | 1969年 7月1日                    |                                  |                                  |
| 5                                |                                  | アンドリュー・グッドパスター陸軍大将 en:Andrew Goodpaster  | 陸軍                             | 1969年 7月1日                    | 1974年 12月15日                  |                                  |                                  |
| 6                                |                                  | アレクサンダー・ヘイグ陸軍大将 Alexander Haig              | 陸軍                             | 1974年 12月15日                  | 1979年 7月1日                    |                                  |                                  |
| 7                                |                                  | バーナード・ロジャース (軍人)陸軍大将 en:Bernard W. Rogers | 陸軍                             | 1979年 7月1日                    | 1987年 6月26日                   |                                  |                                  |
| 8                                |                                  | ジョン・ガルビン陸軍大将 en:John Galvin (soldier)          | 陸軍                             | 1987年 6月26日                   | 1992年 6月23日                   |                                  |                                  |
| 9                                |                                  | ジョン・シャリカシュヴィリ陸軍大将 John Shalikashvili      | 陸軍                             | 1992年 6月23日                   | 1993年 10月22日                  |                                  |                                  |
| 10                               |                                  | ジョージ・ジョルワン陸軍大将 en:George Joulwan             | 陸軍                             | 1993年 10月22日                  | 1997年 7月11日                   |                                  |                                  |
| 11                               |                                  | ウェズリー・クラーク陸軍大将 en:Wesley Clark               | 陸軍                             | 1997年 7月11日                   | 2000年 5月3日                    |                                  |                                  |
| 司令官（Commander）              |                                  |                                                            |                                  |                                  |                                  |                                  |                                  |
| 12                               |                                  | ジョセフ・ラルストン空軍大将 en:Joseph Ralston             | 空軍                             | 2000年 5月3日                    | 2003年 1月17日                   |                                  |                                  |
| 13                               |                                  | ジェームス・ジョーンズ海兵大将 en:James L. Jones           | 海兵隊                           | 2003年 1月17日                   | 2006年 12月7日                   |                                  |                                  |
| 14                               |                                  | バンツ・クラドック陸軍大将 en:Bantz J. Craddock            | 陸軍                             | 2006年 12月7日                   | 2009年 6月30日                   |                                  |                                  |
| 15                               |                                  | ジェームス・スタヴリディス海軍大将 en:James G. Stavridis   | 海軍                             | 2009年 6月30日                   | 2013年 5月10日                   |                                  |                                  |
| 16                               |                                  | フィリップ・ブリードラヴ空軍大将                           | 空軍                             | 2013年 5月10日                   | 2016年 5月3日                    |                                  |                                  |
| 17                               |                                  | カーチス・スカパロッティ陸軍大将 en:Curtis_Scaparrotti     | 陸軍                             | 2016年 5月2日                    | 2019年 5月2日                    |                                  |                                  |
| 18                               |                                  | トッド・ウォルターズ空軍大将 en:Tod D. Wolters             | 空軍                             | 2019年 5月2日                    | 2022年 7月1日                    |                                  |                                  |
| 19                               |                                  | クリストファー・カボリ陸軍大将 en:Christopher G. Cavoli    | 陸軍                             | 2022年 7月1日                    |                                  |                                  |                                  |